# 서울한강초등학교
서울한강초등학교(서울漢江初等學校)는 대한민국 서울특별시 용산구에 있는 공립 초등학교이다.

## 연혁
- 1959년 3월 31일 서울한강국민학교 설립 인가
- 1960년 6월 10일 교실 9개 준공
- 1960년 6월 21일 초대 이규백 교장 취임
- 1960년 7월 21일 서울한강국민학교 개교
- 1968년 9월 18일 서울신용산국민학교로 학생 이관 (16학급, 1261명)
- 1996년 3월 1일 서울한강국민학교에서 서울한강초등학교로 개칭
- 2003년 12월 29일 학교 재건축 공사 착공
- 2006년 2월 28일 학교 재건축 공사 완료
- 2010년 3월 1일 제 17대 이규창 교장 취임
- 2014년 3월 1일 제 18대 진병석 교장 취임
- 2015년 2월 13일 제 51회 졸업
- 2015년 3월 2일 입학식(26명) 및 12학급 편성
- 2016년 3월 1일: 서울형 혁신학교 신규지정[2]

## 참고
- 서울한강초등학교 - 한국교육학술정보원 학교알리미